# Neoplasta cilicauda
Neoplasta cilicauda är en tvåvingeart som beskrevs av Collin 1933. Neoplasta cilicauda ingår i släktet Neoplasta och familjen dansflugor. Inga underarter finns listade i Catalogue of Life.